# Copa Mohamed V de 1968
A Copa Mohamed V de 1968 foi a 7ª edição da Copa Mohamed V, evento organizado pela Federação Real Marroquina de Futebol, com o aval da Confederação Africana de Futebol (CAF). 
O torneio quadrangular realizado no Marrocos em 1968 teve o Flamengo como campeão ao derrotar na final por 3–2 o Racing, que era o detentor dos títulos de Campeão da América e do Mundo. A competição também contou com a participação do Saint-Étienne, que era o atual Campeão Francês, e do FAR Rabat, Campeão Nacional do país-sede.

## Controvérsia com Intervenção Real
No jogo de abertura, o Flamengo enfrentou o anfitrião FAR Rabat nas semifinais. Este jogo ficou marcado por um episódio controverso que contou com a presença do rei Hassan II, filho do Mohamed V, antigo rei que recebeu o nome da copa em sua homenagem. Durante o segundo tempo, com o placar empatado em 1 a 1, ocorreu um lance inusitado: em vez do gandula devolver a bola, um jogador reserva do Flamengo a entregou rapidamente para Paulo Henrique, que serviu Silva para marcar um gol. Isso desencadeou a indignação do rei Hassan II, que desceu da tribuna e ordenou ao árbitro que o gol fosse anulado.
O árbitro acatou a ordem do rei e marcou um tiro de meta para o FAR Rabat. No entanto, a influência real não impediu o Flamengo de avançar. Aos 40 minutos do segundo tempo, Silva Batuta marcou o gol da classificação. Na final, o Flamengo enfrentou o Racing, que era o atual campeão mundial de clubes, e venceu por 3 a 2, conquistando o título da Copa Mohamed V de 1968.
Durante a passagem do Flamengo de volta a Marrocos em 2023 para participar da Copa do Mundo de Clubes da FIFA de 2022, a história do título conquistado pelo clube e a polêmica envolvendo o rei Hassan II foram destaque no site da FIFA.

## Clubes Participantes
| Clubes Participantes              |
| --------------------------------- |
| FAR Rabat – Marrocos/África       |
| Flamengo – Brasil /América do Sul |
| Racing – Argentina/América do Sul |
| Saint-Étienne – França/Europa     |

## Partidas
|  | Semifinais           | Semifinais           |   |                        | Final                  | Final |  |
|  |                      |                      |   |                        |                        |       |  |
|  | 31 de agosto de 1968 |                      |   |                        |                        |       |  |
|  | Flamengo             | 2                    |   |                        |                        |       |  |
|  | FAR Rabat            | 1                    |   |                        |                        |       |  |
|  |                      |                      |   |                        |                        |       |  |
|  |                      |                      |   |                        | 01 de setembro de 1968 |       |  |
|  |                      |                      |   |                        | Flamengo               | 3     |  |
|  |                      | Racing               | 2 |                        |                        |       |  |
|  |                      |                      |   |                        |                        |       |  |
|  |                      |                      |   |                        |                        |       |  |
|  |                      |                      |   |                        | Terceiro lugar         |       |  |
|  | 31 de agosto de 1968 | 31 de agosto de 1968 |   | 01 de setembro de 1968 | 01 de setembro de 1968 |       |  |
|  | Racing               | 1                    |   | Saint-Étienne          | 2                      |       |  |
|  | Saint-Étienne        | 0                    |   |                        | FAR Rabat              | 0     |  |

## Premiação
| Copa Mohamed V de 1968 |
| ---------------------- |
| Flamengo Campeão       |